# ستيف غرين (موسيقي)
ستيف غرين (بالإنجليزية: Steve Green)‏ هو موسيقي ومغني ومغن مؤلف أمريكي، ولد في 1 أغسطس 1956 في بورتلاند في الولايات المتحدة.

## وصلات خارجية
- الموقع الرسمي
- ستيف غرين على موقع ميوزك برينز (الإنجليزية)
- ستيف غرين على موقع أول ميوزيك (الإنجليزية)
- ستيف غرين على موقع ديسكوغز (الإنجليزية)